# 中心的単純環
数学の特に環論において、体 K 上の中心的単純多元環（ちゅうしんてきたんじゅんかん、英: central simple algebra; CSA）とは、与えられた  K 上の階数（ベクトル空間としての次元）が有限な結合多元環 A であって、環として単純で、その中心がちょうど K となっているようなものをいう。明らかに、任意の単純多元環は、その中心上の中心的単純環である。
例えば、複素数体 C はそれ自身の上の中心的単純環だが、（C の中心は C であって R ではないから）実数体 R 上の中心的単純環ではない。四元数体 H は R 上 4-次元の中心的単純環をなし、後述するように R のブラウアー群 Br(R) の非自明な元によって表される。
同じ体 F 上の二つの中心的単純環 A ≅ Mn(S) と B ≅ Mm(T) とが互いに相似（あるいはブラウアー同値）であるとは、それらに属する斜体 S と T とが同型となることをいう。与えられた体 F 上の中心的単純環の、この同値関係に関する同値類は多元環類と呼ばれ，これらが成す集合には、多元環のテンソル積によって群演算を与えることができる。このようにして得られた群は、体 F のブラウアー群 Br(F) と呼ばれる。ブラウアー群は常にねじれ群である。

## 性質
- アルティン・ウェダーバーンの定理によれば、単純環 A は適当な斜体 S 上の何らかのサイズ n の全行列環 M(n, S) に同型である。従って、各ブラウアー同値類にはただ一つの多元体が属する[3]。
- 中心的単純環の自己同型は必ず内部自己同型となる（スコーレム–ネーターの定理（英語版）からの帰結[4]）。
- 中心的単純環の（中心上のベクトル空間としての）次元は常に平方数であり、その正の平方根を中心的単純環の次数 (degree) と呼ぶ。中心的単純環のシューア指数 (Schur index) あるいは単に指数とは、それとブラウアー同値な多元体の次数を言う[5]。これは中心的単純環の属するブラウアー類のみで決まる[6]。
- 中心的単純環の周期とは、それが属するブラウアー類のブラウアー群における位数を言う。周期はシューア指数の約数であり、また両者は同じ素因数からなる合成数である[7]。
- S が体 F 上の中心的単純環 A の単純部分多元環ならば、dimF S は dimF A を整除する。
- 体 F 上の 4-次元中心的単純環は一般四元数環に必ず同型である。実は、そのような環は二次の全行列環 M(2, F) か、さもなくば多元体であるかのいずれかである。
- D が体 K 上の中心的多元体で、そのシューア指数 ind(D) が素因数分解 ind(D) = ∏r
i=1 pmi
i  を持つとするとき、D はテンソル積分解 D = ⊗r
i=1 Di を持つ。ただし、各成分 Di は指数 pmi
i  なる中心的多元体であり、これら成分は同型を除いて一意に決まる[8]。

## 中心的単純環の分解体
体 E が K 上の中心的単純環 A の分解体 (splitting field) であるとは、テンソル積 A ⊗K E が E 上の行列環と同型となるときに言う。任意の有限次元中心的単純環は分解体を持つ。実際、A が多元体の場合は A の極大可換部分体がその分解体になる。一般に、K の分離拡大となるような分解体が存在して、その次数は A のシューア指数に等しい。例えば複素数体 C は R 上の四元数環 H を
{\displaystyle t+x\mathbf {i} +y\mathbf {j} +z\mathbf {k} \;\longleftrightarrow \;{\begin{pmatrix}t+xi&y+zi\\-y+zi&t-xi\end{pmatrix}}}
なる同型対応によって分解する。この分解体の存在により、中心的単純環 A に対して被約ノルム (reduced norm) および被約トレース (reduced trace) を定義することができる。A を分解体上の行列環へ写して、その行列環上での行列式およびトレースを考えたもの（行列環上のそれと行列環への同型との合成）がそれぞれ被約ノルムおよび被約トレースである。例えば、四元数環 H を上記のように分解したとき、その元 t + xi + yj + zk は被約ノルム t2 + x2 + y2 + z2 および被約トレース 2t を持つ。
被約ノルムは乗法的で、被約トレースは加法的である。中心的単純環 A の元 a が可逆となる必要十分条件は、その被約ノルムの値が非零となることである。従って、中心的単純環が多元体となるための必要十分条件は、その非零元の被約ノルムがすべて非零となることである。

## 一般化
体 K 上の中心的単純環の概念は、体 K 上の拡大体の概念の、非可換な拡大となる場合に対応するものになっている。体も中心的単純環も非自明な両側イデアルを持たないことは共通しているが、中心的単純環は体と違って中心を持ち、かつ零元以外の各元が必ずしも逆元を持つとは限らない（多元体となる必要はない）。中心的単純環は、特に代数体（有理数体 Q の有限次拡大）を一般化するものとして、非可換数論において興味の対象となる。非可換代数体の項を見よ。

## 注記
1. ↑  Lorenz 2008, p. 159.
2. ↑  Lorenz 2008, p. 194.
3. ↑  Lorenz 2008, p. 160.
4. ↑  ブルバキ 1970, p. 110.
5. ↑  Lorenz 2008, p. 163.
6. ↑  Gille & Szamuely 2006, p. 100.
7. ↑  Gille & Szamuely 2006, p. 104.
8. ↑  Gille & Szamuely 2006, p. 105.
9. ↑  Gille & Szamuely 2006, p. 101.
10. ↑  Gille & Szamuely 2006, pp. 37–38.
11. ↑  Gille & Szamuely 2006, p. 38.

### 関連文献
- Albert, A.A. (1939). Structure of Algebras. Colloquium Publications. 24 (7th revised reprint ed.). American Mathematical Society. ISBN 0-8218-1024-3. Zbl 0023.19901
- Gille, Philippe; Szamuely, Tamás (2006) (PDF). Central simple algebras and Galois cohomology. Cambridge Studies in Advanced Mathematics. 101. Cambridge: Cambridge University Press. ISBN 0-521-86103-9. Zbl 1137.12001